# Forca Kochi Football Club
Il Forca Kochi Football Club è una società calcistica indiana con sede nella città di Kochi, nel Kerala, che milita nella Super League Kerala dal 2024.

## Storia
L'attore e regista Prithviraj Sukumaran e sua moglie Supriya Menon hanno acquisito la quota di maggioranza del Forca Kochi FC. Il club partecipa all'edizione inaugurale della Super League Kerala (SLK), iniziata il 7 settembre 2024. Il campionato comprende sei squadre provenienti da varie regioni del Kerala, tra cui Kochi, Thiruvananthapuram, Kozhikode, Thrissur, Malappuram e Kannur. Il Forcacruz è il club ufficiale dei sostenitori.

## Allenatori e presidenti
| Allenatori - 2024-attuale Mário Lemos | Presidenti - 2024-attuale Nasly Mohammed |

## Organico

### Rosa
| N. |                      | Ruolo | Calciatore              |
| -- | -------------------- | ----- | ----------------------- |
| 1  | India (bandiera)     | P     | Subhasish Roy Chowdhury |
| 2  | India (bandiera)     | D     | Noufal K                |
| 5  | Tunisia (bandiera)   | C     | Mohamed Nidhal Said     |
| 6  | India (bandiera)     | D     | Ajay Alex               |
| 7  | India (bandiera)     | C     | Nijo Gilbert            |
| 9  | Brasile (bandiera)   | A     | Dorielton               |
| 10 | India (bandiera)     | C     | Asif Kottayil           |
| 13 | Tunisia (bandiera)   | D     | Dziri Omrane            |
| 14 | India (bandiera)     | D     | Jaganath                |
| 15 | India (bandiera)     | C     | Arjun Jayaraj           |
| 16 | Sudafrica (bandiera) | A     | Siyanda Ngubo           |
| 17 | India (bandiera)     | C     | Basanta Singh           |
| 18 | India (bandiera)     | C     | Sal Anas                |

| N. |                     | Ruolo | Calciatore      |
| -- | ------------------- | ----- | --------------- |
| 20 | India (bandiera)    | D     | Sreenath        |
| 21 | India (bandiera)    | A     | Rahul KP        |
| 24 | India (bandiera)    | A     | Ameen K         |
| 27 | India (bandiera)    | D     | Nithin Madhu    |
| 31 | India (bandiera)    | P     | Hajmal Sakkeer  |
| 34 | India (bandiera)    | A     | Lijo K          |
| 39 | India (bandiera)    | D     | Ramith PK       |
| 44 | India (bandiera)    | D     | Jesil M         |
| 80 | Brasile (bandiera)  | C     | Raphael Augusto |
|    | India (bandiera)    | D     | Arunlal M       |
|    | India (bandiera)    | D     | Anurag          |
|    | Colombia (bandiera) | D     | Luis Rodríguez  |

### Staff tecnico
- Mário Lemos - Allenatore
- Jo Paul Ancheri - Vice allenatore